# Рагби клуб Драгон Брно
Рагби клуб Драгон Брно је рагбијашки клуб из Брна, Чешка Република.
Клуб је основан 1946. године.
Клупска боја је зелена.
Носи име по локалној легенди, Брненском змају.

## Историја имена клуба
Кроз историју је клуб неколико пута мењао имена:
- 1946.-1950.: Сокол Брно
- 1951.-1952.: Сокол Збројовка Брно
- 1953.-1953.: Спартак Збројовка Брно
- 1954.-1968.: Спартак ЗЈШ Брно
- 1969.-1990.: ТЈ Збројовка Брно
- 1991.-1993.: РЦ Драгон Брно
- 1993.-2002.: РЦ Драгон - РеалСпектрум Брно
- 2002.-данас: РЦ Драгон Брно

## Клупски успеси
2001. је наступио у завршници Купа средњоеуропских првака. Изгубио је од хрватског представника, сплитске „Наде“.